# 에이스 벤츄라 2
《에이스 벤츄라 2》(Ace Ventura: When Nature Calls)는 미국에서 제작된 스티브 오데커크 감독의 1995년 코미디 영화이다. 짐 캐리 등이 주연으로 출연하였고 제임스 G. 로빈슨 등이 제작에 참여하였다.

## 출연

### 주연
- 짐 캐리

### 조연
- 이안 맥네이스
- 사이먼 캘로우
- 메이나드 에지아시
- 밥 건튼
- 소피 오코네도
- 토미 데이비슨
- 아데웰 아킨누오예 아바제

## 기타
- 공동제작: 앤드류 G. 라 마르카
- 미술: 스티븐 J. 라인위버
- 의상: 엘자 잠파렐리
- 배역: 펀 카셀

## 한국어 더빙 성우진(SBS)
- 오세홍 - 에이스 벤츄라 (짐 캐리)
- 유해무 - 그린월 (이안 맥네이스)
- 이윤선 - 캐드비 (사이먼 캘로우)
- 손선근 - 우다 (메이나드 에지아시)
- 한상혁 - 퀸 (밥 건튼)
- 최병학
- 이상춘
- 이진화
- 유영환
- 황정란
- 유제상
- 성창수